# Sie werden aus Saba alle kommen
Sie werden aus Saba alle kommen (in tedesco, "Tutti loro verranno da Saba") BWV 65 è una cantata di Johann Sebastian Bach.

## Storia
La cantata Sie werden aus Saba alle kommen venne composta da Bach a Lipsia nel 1724 e fu eseguita per la prima volta il 6 gennaio dello stesso anno in occasione dell'epifania. Il libretto è tratto dal Libro di Isaia, capitolo 60 versetto 6, per il primo movimento, da una poesia di Paul Gerhardt per il settimo e da testi di autori sconosciuti per i rimanenti.
Bach compose la Sie werden aus Saba alle kommen per concludere la sua prima raccolta di cantate natalizie di Lipsia. Egli ne eseguì cinque: la Christen, ätzet diesen Tag BWV 63, composta a Weimar, e le nuove Darzu ist erschienen der Sohn Gottes BWV 40, Sehet, welch eine Liebe hat uns der Vater erzeiget BWV 64, Singet dem Herrn ein neues Lied BWV 190 e Mein liebster Jesus ist verloren BWV 154.
Il tema musicale deriva dagli inni Ein Kind geborn zu Bethlehem, del compositore Heinrich von Laufenberg, pubblicato nel 1439, e Was mein Gott will, das g'scheh allzeit, di Alberto di Prussia, pubblicato nel 1547.

## Struttura
La cantata è composta per tenore solista, basso solista, coro, corno I e II, oboe da caccia I e II, flauto I e II, violino I e II, viola e basso continuo ed è suddivisa in sette movimenti:
1. Coro: Sie werden aus Saba alle kommen, per tutti.
2. Corale: Die Kön'ge aus Saba kamen dar per tutti.
3. Recitativo: Was dort Jesaias vorhergesehn, per basso e continuo.
4. Aria: Gold aus Ophir ist zu schlecht, per basso, oboi e continuo.
5. Recitativo: Verschmähe nicht, per tenore e continuo.
6. Aria: Nimm mich dir zu eigen hin, per tenore e orchestra.
7. Corale: Ei nun, mein Gott, so fall' ich dir, per tutti.